# Barone Zemo
Barone Zemo (in inglese Baron Zemo) è il nome di due personaggi dei fumetti pubblicati dalla Marvel Comics.
- Il primo, Heinrich Zemo, creato da Stan Lee (testi) e Jack Kirby (disegni), è apparso per la prima volta in The Avengers (vol. 1[1]) n. 6 (luglio 1964).
- Il secondo, Helmut Zemo, creato da Tony Isabella (testi) e Sal Buscema (disegni), è esordito in Captain America and The Falcon[3] (vol. 1[1]) n. 168 (dicembre 1973).

Entrambi i personaggi, rispettivamente padre e figlio, sono supercriminali discendenti da un'antica stirpe nobiliare tedesca ed avversari ricorrenti di Capitan America e i Vendicatori. Insieme al Teschio Rosso e ad Arnim Zola è il nemico giurato di Capitan America.
Nella classifica stilata nel 2009 da IGN, Helmut Zemo si è posizionato al 40º posto come più grande cattivo nella storia dei fumetti.

## Biografia dei personaggi

### Heinrich Zemo
Il Dr. Heinrich Zemo, dodicesimo Barone Zemo, è nato nel 1900 a Zeulniz, Germania, da Herman Zemo e la sua innominata moglie; una volta ereditato il titolo riesce a restituire prestigio al casato, quasi decaduto durante la baronia paterna e, dopo aver combattuto come soldato di fanteria la prima guerra mondiale, diviene uno dei migliori scienziati del Partito Nazista affrontando in più occasioni Capitan America e gli Howling Commandos durante la seconda guerra mondiale. Il suo sadismo e l'utilizzare puntualmente i suoi stessi concittadini come cavie per i suoi esperimenti portano ben presto Zemo a guadagnare il titolo di "Uomo più odiato d'Europa", spingendolo a indossare sempre una maschera-cappuccio color porpora per non farsi riconoscere da suoi nemici. Durante una battaglia con Capitan America, una dose della poderosa colla di sua creazione nota come "Adesivo-X" (Adhesive X) cade sulla sua maschera attaccandogliela permanentemente al volto; nonostante potesse ancora vedere attraverso i buchi nel tessuto ed il cappuccio fosse sufficientemente sottile da permettergli di respirare, sentire e parlare, Zemo perde la capacità di nutrirsi normalmente venendo costretto ad alimentarsi per via endovenosa, inoltre l'idea di non poter più togliere la maschera lo porta ad impazzire dedicandosi, da allora, non solo alla scienza ma anche a dirigere azioni militari e di spionaggio.
Nel 1943, Zemo si reca in Polonia e uccide il primo Citizen V davanti a tutto il suo battaglione per spezzarne lo spirito mentre nel tardo 1945, verso la fine della guerra, sottrae aeromobile a pilotaggio remoto alla British Army al fine di usarlo per bombardare Londra ma si scontra con Capitan America e Bucky che riescono a raggiungere l'aereo sopra lo Stretto della Manica rimanendo coinvolti nella detonazione dell'esplosivo stipatovi da Zemo, che provoca l'apparente morte di Bucky e la caduta di Capitan America nelle gelide acque dell'oceano con conseguente ibernazione.
Terminata la guerra Zemo abbandona la Germania e la sua famiglia trasferendosi in sud America, facendo perdere le proprie tracce ed allungando artificialmente la propria vita grazie a un composto chimico di sua creazione. Decenni dopo, saputo che il suo odiato nemico è sopravvissuto al loro ultimo scontro e si è risvegliato unendosi ai Vendicatori, Zemo riemerge dal periodo di inattività formando i Signori del male assieme al Cavaliere Nero (Nathan Garrett), Melter, l'Uomo Radioattivo, Amora l'Incantatrice e Skurge l'Esecutore, inoltre convince l'industriale fallito Simon Willams a sottoporsi ad un trattamento di raggi ionici trasformandolo in Wonder Man, un superuomo tanto potente da poter competere con Iron Man, con l'intento di infiltrarlo tra gli eroi per guadagnare la loro fiducia e poi tradirli nello scontro col suo gruppo ma, nonostante per assicurarsi l'obbedienza di Wonder Man il barone custodisse gelosamente l'antidoto agli effetti collaterali del trattamento ionico che lo avrebbero ucciso, quest'ultimo, colpito dall'altruismo mostrato dagli eroi, decide infine di rivoltarsi contro Zemo preferendo andare incontro alla morte che tradirli.
In seguito a vari altri piani falliti, Zemo rapisce Rick Jones così da farne un'esca per il suo odiato nemico che, ovviamente, corre in soccorso del giovane.
Durante la battaglia finale, lo scudo di Capitan America respinge il raggio della morte del criminale, provocando una frana nella quale Zemo rimane ucciso.

### Helmut Zemo
Helmut J. Zemo, tredicesimo Barone Zemo, nato all'inizio anni trenta a Lipsia, Germania, da Heinrich e Hilda Zemo, cresce idolatrando il padre nonostante questi abbandoni la famiglia al termine della guerra. Non smentendo il retaggio paterno, Helmut dimostra fin da bambino un'intelligenza molto superiore alla norma e crescendo diviene un brillante ingegnere finché, saputo della morte del genitore in uno scontro con Capitan America, pieno di rancore decide di vendicarlo utilizzando la sua ricchezza e conoscenza scientifica per divenire a sua volta un supercriminale; con l'identità di Fenice (Phoenix), Zemo attacca dunque Cap e Falcon ma, durante lo scontro, precipita in una vasca piena di "Adesivo X" bollente e, non indossando alcuna maschera, il suo viso rimane orrendamente sfigurato divenendo simile alla cera fusa.
Accecato dall'odio, Helmut assume ufficialmente i panni di Barone Zemo e si allea con Arnim Zola finanziando la creazione di diversi esseri mutanti, tra cui Vermin, per sconfiggere l'eroe a stelle e strisce. In seguito inizia a seguire il Teschio Rosso e sua figlia Madre Superiora, vedendo nel criminale nazista la figura di un mentore, tuttavia dopo essersi reso conto che il Teschio non lo considera un degno erede interrompe tale sodalizio ed assembla una nuova squadra dei Signori del male assieme ai quali riesce ad espugnare la base dei Vendicatori, mandare in coma Ercole e massacrare il loro fidato maggiordomo Edwin Jarvis sebbene poi venga sconfitto da Cap.
Tempo dopo, nel tentativo di resuscitare il suo adorato padre, Zemo assolda la brigata d Batroc il Saltatore incaricandoli di recuperare la Pietra di Sangue, un manufatto alieno in grado di rendere immortali o di sconfiggere la morte, ma la sua strada s'incrocia ancora una volta con quella del Capitano che grazie all'aiuto di Diamante riesce nuovamente a sconfiggerlo. Zemo tenta successivamente di riassumere il controllo di Vermin venendo fermato dall'Uomo Ragno e cadendo pertanto in una profonda depressione da cui viene risollevato solo grazie ad una scienziata di nome Heike, che diviene sua moglie aiutandolo a rapire bambini abusati e trascurati per crescerli come loro; i due vengono però scoperti da Capitan America e condotti in carcere, dove Heike muore poco dopo.
Una volta evaso Zemo riassembla i Signori del male reclutando Scarabeo, Fixer, Moonstone, Mimì Spaventia e Golia, prima che possa servirsi di tale nuova formazione per attaccare i Vendicatori tuttavia, essi rimangono uccisi nello scontro con Onslaught e spariscono in un'altra dimensione assieme ai Fantastici Quattro; approfittando di ciò, il barone decide allora di camuffare il gruppo di criminali sotto le spoglie di una nuova squadra di supereroi: i Thunderbolts, che avrebbero dovuto conquistare la fiducia della gente e rimpiazzare i Vendicatori. Lo stesso Zemo, sotto le mentite spoglie di Citizen V, si mette alla guida del gruppo in attesa del momento propizio per uscire allo scoperto e conquistare il mondo ma, infine, molti dei Thunderbolts, preferendo continuare la vita da eroi, si ribellano al piano del barone che successivamente viene ucciso dal Flagello dei criminali per ordine dall'agente governativo Henry Peter Gyrich. La mente di Zemo viene tuttavia trasferita nel corpo del comatoso John Watkins III (ultimo discendente di Citizen V) permettendogli così di tornare a vestire i panni del supereroe combattendo prima col V-Battalion e poi alla guida dei Redeemers, quando però tutti i membri del suddetto gruppo vengono uccisi da Graviton la coscienza di Zemo viene trasferita nel tecno-zaino di Fixer riunendosi così coi Thunderbolts e venendo trasportato assieme a loro in una dimensione parallela dove incontra un suo doppelgänger dal viso ancora sano e si impossessa del suo corpo facendovi trasferire la propria mente adoperandosi poi a salvare la suddetta realtà dai tiranni che la opprimono sperimentando per la prima volta le gioie della vita da supereroe, esperienza che lo incide profondamente.
Fatto ritorno alla sua realtà originaria assieme ai Thunderbolts, Zemo rimane a capo della squadra nonostante molti fossero ancora scettici riguardo alla sua redenzione difatti, non appena scoprono che un membro del gruppo progetta di rubare il potere assorbito dal Liberatore, i Vendicatori si convincono che si tratti di Zemo sebbene, in seguito, la colpevole si riveli essere Moonstone il cui piano viene sventato proprio grazie all'aiuto di Zemo che, nello scontro viene nuovamente sfigurato. Dopo lo scioglimento dei Thunderbolts, Zemo si dà alla macchia nonostante, negli anni successivi, tenti di riprendere il controllo della nuova formazione del gruppo.
Durante la guerra civile dei superumani Zemo manipola il governo statunitense facendo sì che lo richiamino per reclutare criminali da "convertire" in una nuova squadra di Thunderbolts tuttavia, in un successivo scontro col Gran Maestro, il Barone Zemo finisce risucchiato in un vortice spaziotemporale trovandosi a visitare le epoche di tutti i suoi antenati per tornare infine al presente ritornando nell'ombra fino al termine dell'Assedio di Asgard ed alla conseguente caduta di Norman Osborn quando, saputo che il Soldato d'Inverno (Bucky Barnes) è diventato il nuovo Capitan America, lo rivela al mondo intero facendolo processare ed internare in un gulag poiché furioso di come i Vendicatori abbiano subito condonato tutti i crimini di Bucky nonostante si siano invece sempre rifiutati di credere alla sua redenzione.
Qualche tempo dopo Zemo fa addestrare Barney Barton facendone un arciere abile quanto il fratello Occhio di Falco per poi metterli uno contro l'altro ed assume brevemente il controllo dell'HYDRA con l'intento di risolvere il problema della sovrappopolazione sterilizzando una percentuale dell'umanità con un patogeno ma viene sconfitto dal nuovo Capitan America (Sam Wilson) ed incarcerato nel centro di detenzione dello S.H.I.E.L.D. chiamato Pleasant Hill, dove i supercriminali subiscono il lavaggio del cervello venendo trasformati in cittadini pacifici tuttavia una volta recuperata la memoria grazie all'aiuto di Fixer, Zemo fa in modo che tutti i detenuti ricordino la loro vera identità e rade al suolo la struttura per poi fuggire sull'Himalaya portando via con sé il dottor Erik Selvig.

## Poteri e abilità
Heinrich Zemo è un genio scientifico specializzato nello sviluppo di armi e tra le cui creazioni principali figurano: raggi della morte, androidi rudimentali, una pistola disintegrante (anche miniaturizzata), il trattamento a energia ionica che ha dato origine a Wonder Man, un collante virtualmente impossibile da rimuovere noto come "Adesivo-X" (Adhesive X) di cui solo dopo diversi decenni è stata scoperta la formula del solvente grazie a Pete l'uomo colla e la soluzione chimica nota come "Composto X" (Compund X) che gli ha consentito di rallentare il proprio processo d'invecchiamento. Durante la seconda guerra mondiale, ha inoltre preso parte a varie operazioni militari e di spionaggio, dimostrandosi secondo solo al Teschio Rosso (divenuto difatti suo rivale), mentre durante i decenni passati in Sud America è divenuto un grande esperto di combattimento corpo a corpo.
Helmut Zemo, come suo padre, è dotato di un intelletto straordinario ma, nonostante abbia un master in ingegneria, più che sulla scienza le sue doti mentali si focalizzano in capacità di pianificazione strategica e leadership; il barone è in grado di influenzare moralmente chiunque incontri e di manipolare altri individui con facilità facendoli agire contro il loro stesso interesse. Oltre ad essere un grande esperto di spionaggio con risorse e rifugi sparsi in tutto il mondo e ad aver allungato artificialmente la sua vita grazie alla stessa sostanza assunta dal padre, il "Composto X", Zemo è dotato di una condizione fisica all'apice della perfezione umana e di una tale competenza nel combattimento corpo a corpo da riuscire a misurarsi perfino con Capitan America; pur essendo in grado di utilizzare qualsiasi arma da fuoco o bianca, ha una predilezione per le spade e in battaglia si serve spesso di una spadona d'adamantio.

## Altri Baroni Zemo
Oltre a Heinrich e Helmut ci sono stati altri undici Baroni Zemo, in ordine di successione:
- Harbin Zemo: primo Barone Zemo, insignito di tale titolo attorno al 1480[61].
- Hademar Zemo: secondo Barone Zemo ed unico figlio di Harbin Zemo, viene ricordato per la sua grande avidità che lo ha portato a venire tradito e ucciso dalle sue stesse guardie su ordine del figlio Heller[62].
- Heller Zemo: terzo Barone Zemo, salito al potere dopo aver assassinato il padre; è ricordato come il più progressista degli Zemo[62].
- Herbert Zemo: quarto Barone Zemo, figlio di Heller; ricordato come un guerrafondaio, nel XVI secolo è stato sul punto di iniziare un conflitto contro il Papa ma, infine, è stato assassinato dai suoi stessi generali[63].
- Helmuth Zemo: quinto Barone Zemo, figlio minore di Herbet salito al potere a causa della morte prematura dei suoi fratelli maggiori; contraddistinto dalle tendenze sadiche e spietate, viene assassinato nel 1640 da Helmut Zemo durante un viaggio nel tempo[63].
- Hackett Zemo: sesto Barone Zemo ed unico figlio di Helmuth Zemo[63].
- Hartwig Zemo: settimo Barone Zemo, figlio di Hackett, ha rivestito il titolo durante la guerra dei sette anni nel corso della quale è deceduto lasciando vedova sua moglie, la baronessa Isla Zemo[63].
- Hilliard Zemo: ottavo Barone Zemo, figlio di Hartwig ed Isla; in gioventù si è innamorato di una ragazza ebrea ma i suoi consiglieri hanno sterminato tutta la famiglia di quest'ultima per coprire lo scandalo e combinato poi il matrimonio tra il giovane nobile e l'aristocratica austriaca Gretchen[63].
- Hoffman Zemo: nono Barone Zemo, figlio di Hilliard e Gretchen; viene ricordato come un individuo pacifico molto amante di arte e musica[5].
- Hobart Zemo: decimo Barone Zemo, figlio di Hoffman; membro della guardia imperiale tedesca, viene ucciso durante una rivolta nel 1879 per salvare la vita di Guglielmo I di Germania[5].
- Herman Zemo: undicesimo Barone Zemo ed unico figlio di Hobart; nel corso della sua baronia i suoi malversamenti hanno quasi portato il casato alla rovina[5], muore di attacco cardiaco nel 1921 lasciando il titolo a suo figlio Heinrich[2].

## Altre versioni

### Avataars: Patto dello Scudo
Nella miniserie Avataars, il generale Zymo di Z'axis noto anche come "Dreadlord" dichiara guerra al mondo intero venendo sconfitto e giurando di non togliere mai più il suo cappuccio purpureo finché non riuscirà nell'impresa.

### Marvel Noir
Nella serie Iron Men Noir, Howard Stark subisce un lavaggio del cervello da parte dei nazisti, assume l'identità di "Barone Zemo" e muore per mano del figlio.

### Marvel Zombi
Nell'universo di Marvel Zombi, Zemo e i suoi Thunderbolts vengono tutti infiettati dalla piaga zombie e uccisi da Thor.

### MAX
Il personaggio è stato trasposto nella serie Marvel MAX Deadpool MAX, in cui è un suprematista bianco statunitense che dichiara di discendere da una famiglia aristocratica tedesca nonostante sia cresciuto nella classe operaia e cova un profondo rancore nei confronti di tutte le minoranze in quanto suo padre ha avuto una relazione con una donna nera e sua madre è morta durante un'operazione condotta da medici ebrei. Nella sua follia Zemo tenta di far scoppiare una guerra razziale negli Stati Uniti ma viene fermato e ucciso da Deadpool.

### Spider-Ham
Nell'universo di Spider-Ham è presente un antagonista ispirato al personaggio: il Barone Zebro.

### Ultimate
Nell'universo Ultimate Loki assume l'identità del Barone Heinrich Zemo nel 1939 per guidare un'invasione di nazisti e Giganti di Ghiaccio su Asgard radendola al suolo e venendo poi intrappolato nella "Stanza senza Porte" (The Room With No Doors) da cui viene liberato decenni dopo grazie al figlio del vero barone, Helmutt Zemo, che poco dopo uccide in segno di gratitudine.

## Altri media

### Animazione
Il Barone Zemo compare nel film d'animazione Avengers Confidential: La Vedova Nera & Punisher.

### Marvel Cinematic Universe
Il personaggio appare all'interno del Marvel Cinematic Universe, interpretato dall'attore tedesco Daniel Brühl.
- Helmut Zemo compare per la prima volta come antagonista principale nel film Captain America: Civil War (2016). Questa versione del personaggio, descritta dagli stessi autori come "vagamente collegata" alla controparte cartacea[73] e "prodotto originale" dell'MCU,[74] risulta essere completamente scollegata dalla mitologia dei fumetti[75] difatti è un ex-colonnello delle forze speciali di Sokovia ossessionato dal distruggere gli Avengers poiché la sua famiglia è rimasta uccisa durante la loro battaglia contro Ultron e il suo esercito di robot; manipolandoli da dietro le quinte, Zemo riesce a dividere gli eroi provocando una "guerra civile" ma, infine, viene catturato da T'Challa (Pantera Nera) e consegnato alle autorità.
- Il Barone Helmut Zemo ritorna nella miniserie televisiva The Falcon and the Winter Soldier (2021), per aiutare i suoi ex nemici Sam Wilson e Bucky Barnes a liberare la Terra dai Flag-Smasher, che hanno iniettato il siero del super soldato. Nella miniserie TV, Zemo indossa la sua famosa maschera viola.
- Una variante del Barone Helmut Zemo ricomparirà anche nella quinta serie animata dell'MCU Marvel Zombies (2025).

### Televisione
- Il Barone Heinrich Zemo compare nel segmento dedicato a Capitan America della serie animata The Marvel Super Heroes.
- Nella serie animata I Vendicatori, il Barone Helmut Zemo è un avversario ricorrente mentre Heinrich ha un cameo muto.
- Il Barone Heinrich Zemo è uno degli antagonisti principali della serie animata Avengers - I più potenti eroi della Terra. In questa versione del personaggio lo rende di pura malvagità, a differenza delle precedenti incarnazioni.
- Nella terza stagione di Avengers Assemble compaiono sia Heinrich che Helmut Zemo, quest'ultimo dotato di capacità simili a quelle di Capitan America per aver sperimentato su di sé una variante del siero del supersoldato.
- Il Barone Heinrich Zemo compare nell'anime Disk Wars: Avengers.

### Videogiochi
- Il Barone Helmut Zemo appare in Iron Man and X-O Manowar in Heavy Metal, per PC, PlayStation, Game Boy, Saturn e Game Gear.
- Heinrich Zemo è un boss di fine livello del videogioco Captain America: Il super soldato.
- In Marvel Pinball Heinrich Zemo è uno dei principali avversari.
- Nel videogioco online Marvel: Avengers Alliance Helmut Zemo è uno dei boss.
- Helmut Zemo è un personaggio giocabile in Marvel Avengers Academy
- In LEGO Marvel's Avengers e LEGO Marvel Super Heroes 2 compaiono sia Heinrich che Helmut Zemo, quest'ultimo anche come Citizen V.